# Jasenovac (Kneževi Vinogradi)

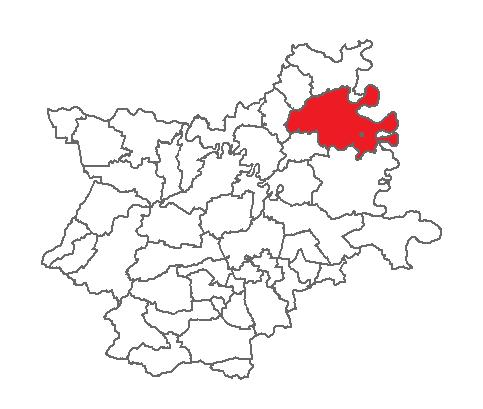
Lage der Siedlung Jasenovac in der Gespanschaft Osijek-Baranja

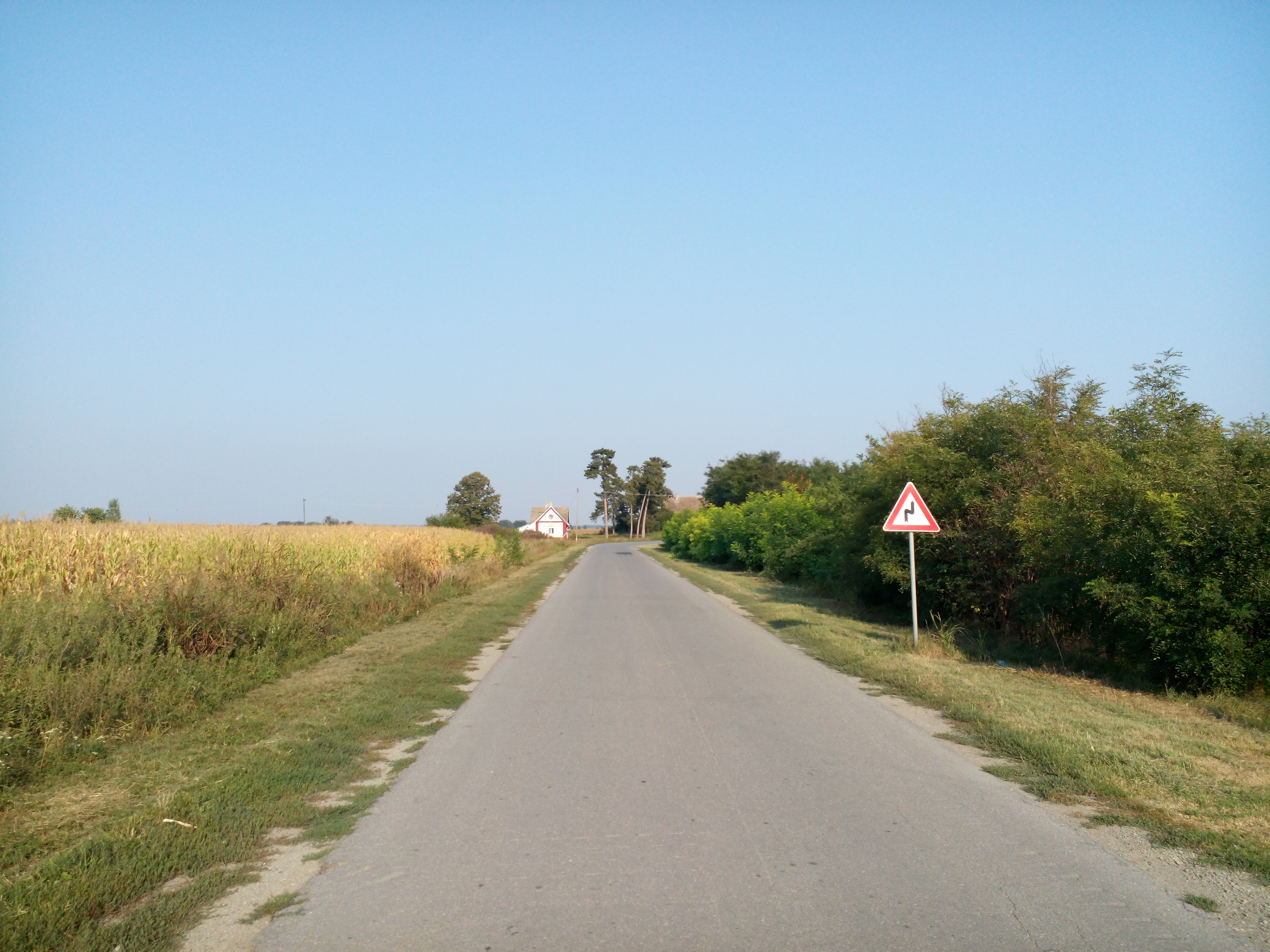
Straße von Jasenovac

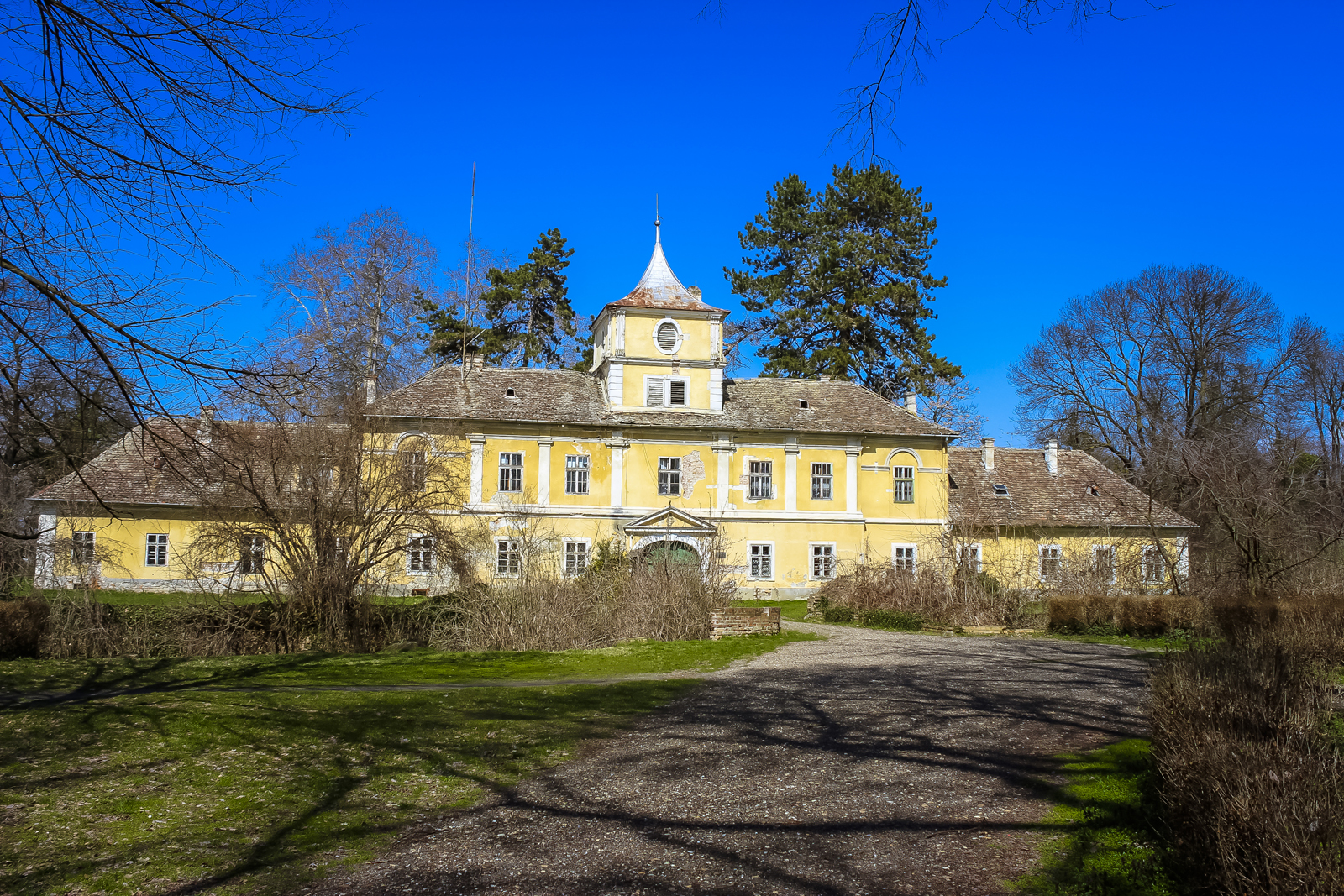
Jagdschloss vom Prinz Eugen von Savoyen in Bilje

Jasenovac (ungarisch Jeszeföld) ist ein Dorf in der Gemeinde Kneževi Vinogradi in der Gespanschaft Osijek-Baranja im Nordosten Kroatiens. Es hat 4 Einwohner (2021) und liegt nahe der kroatisch-ungarischen Grenze.

## Geographie
Der Ort ist 24 Kilometer nordöstlich von Osijek entfernt und bis nach Kneževi Vinogradi sind es etwa 3 Kilometer. Bis zu den Staatsgrenzen von Ungarn und Serbien sind es nur wenige Kilometer.

## Geschichte

### Frühneuzeit
Jasenovac wurde im 19. Jahrhundert als landwirtschaftlicher Betrieb des Herrschaftsanwesens des Prinzen Eugen von Savoyen in Bilje gegründet. Die Arbeiter des Herrenhauses und Jagdschlosses wurden in der Siedlung untergebracht und hatten dort dauerhaft ihren Wohnsitz. Der Transport der produzierten Waren erfolgte durch eine kleine Eisenbahn, deren Bau 1906 begann und bis 1915 dauerte. Die kleine Eisenbahn verband die Siedlungen mit Zeleno Polje und der Donau auf der Hafenlinie Beli Manastir – Jasenovac – Mirkovac – Sokolovac – Zlatna Greda – Kazuk. Der letzte Abschnitt von Sokolovac nach Kneževi Vinogradi wurde erst 1952 gebaut. In Kneževi Vinogradi wurde die Ernte von der Kleinbahn auf die Normalspurbahn umgeladen und ins ganze Land transportiert. Der Betrieb der Eisenbahnstrecke führte nach einiger Zeit zu hohen finanziellen Verlusten und wurde 1962 endgültig eingestellt.

### Neuzeit
Nach dem 1. Weltkrieg wurde die Siedlung Teil des neuen Staates Königreich der Kroaten, Serben und Slowenen und später (1929) Teil vom Königreich Jugoslawien. In den Kriegsjahren 1941 und 1944 gehörte es wieder zu Ungarn und wurde nach dem Krieg wieder Teil Jugoslawiens. Der Mangel an Infrastruktur, insbesondere Schulen, Gesundheitswesen, Post und andere Einrichtungen sowie die Überschwemmungen von 1965 und 1972 beschleunigten die Entvölkerung. Die Emigration begann in den frühen 1960er Jahren und erreichte ihren Höhepunkt in den 1970er Jahren. 1991 waren 68 % der Bevölkerung Kroaten, 13 % Serben, 10 % Jugoslawen, 3 % Ungarn und 2 % Deutsche. 2011 hatte die Siedlung nur noch 35 Einwohner.

## Bevölkerung
Laut der Volkszählung von 1910 hatte Jasenovac damals 233 Einwohner. Die Bevölkerung des Dorfes hatte im Jahr 1948 die größte Bevölkerungszahl von 800 Einwohnern erreicht. Danach sank die Zahl sehr stark auf nur noch 4 Einwohner (Stand 2021).
| Bevölkerungsentwicklung | Bevölkerungsentwicklung | Bevölkerungsentwicklung | Bevölkerungsentwicklung | Bevölkerungsentwicklung | Bevölkerungsentwicklung | Bevölkerungsentwicklung | Bevölkerungsentwicklung | Bevölkerungsentwicklung | Bevölkerungsentwicklung | Bevölkerungsentwicklung | Bevölkerungsentwicklung | Bevölkerungsentwicklung | Bevölkerungsentwicklung | Bevölkerungsentwicklung | Bevölkerungsentwicklung | Bevölkerungsentwicklung |
| ----------------------- | ----------------------- | ----------------------- | ----------------------- | ----------------------- | ----------------------- | ----------------------- | ----------------------- | ----------------------- | ----------------------- | ----------------------- | ----------------------- | ----------------------- | ----------------------- | ----------------------- | ----------------------- | ----------------------- |
| 1857                    | 1869                    | 1880                    | 1890                    | 1900                    | 1910                    | 1921                    | 1931                    | 1948                    | 1953                    | 1961                    | 1971                    | 1981                    | 1991                    | 2001                    | 2011                    | 2021                    |
| 0                       | 0                       | 0                       | 0                       | 218                     | 233                     | 0                       | 0                       | 800                     | 417                     | 421                     | 369                     | 235                     | 171                     | 95                      | 35                      | 4                       |

## Wirtschaft
Landwirtschaft und Viehzucht sind traditionelle Lebensgrundlagen der Siedlung. In Zukunft wird zunehmend an dem Land-, Jagd- und Angeltourismus gearbeitet.